# Niki Lauda
Andreas Nikolaus "Niki" Lauda (født 22. februar 1949 i Wien, Østrig, død 20. maj 2019 i Zürich, Schweiz) var en østrigsk racerkører. Han var far til racerkøreren Mathias Lauda.
Lauda vandt verdensmesterskabet i Formel 1 tre gange i 1975, 1977 og 1984.
Lauda kørte galt på Nürburgring den 1. august 1976, hvilket næsten kostede ham livet og efterlod alvorlige ar i ansigtet. Lauda kørte af banen, hvilket resulterede i, at brændstoftanken sprang læk og brød i brand. Hele bilen var et flammende inferno, og der gik op mod et minut, før det lykkedes redningsfolkene og de andre kørere, at få Lauda ud af den brændende bil. Det betød, at Lauda havde fået voldsomme brandsår i ansigtet og han havde indåndet varme, giftige gasser, hvilket beskadigede hans lunger kraftigt. Lauda var ved bevidsthed under hele ulykken, men kollapsede siden hen og gik i koma, da han var kommet ud af bilen.
I 2003 overtog Lauda flyselskabet Aero Lloyd Austria GmbH og startede derved Niki Luftfahrt GmbH til dagligt kaldet Niki.
Han var indtil 26. November 2017 kommentator på tysk tv ved Formel 1-transmissioner og ekspertkonsulent hos Mercedes Grand Prix Formel 1-team.
Den 2. september 2013 havde filmen "RUSH" premiere. Filmen handler om ham og hans største rival, James Hunts, forhold til hinanden. Den har alle de store øjeblikke fra deres rivalisering. Filmen foregår hovedsageligt omkring verdensmesterskabet i 1976. Filmen er instrueret af Ron Howard.

## Død
Lauda døde som 70-årig den 20. maj 2019 på Zürich Universitetshospital mens han sov, hvor han fik dialyse-behandling for sine nyreproblemer, efter en periode med dårligt helbred.